# 金字塔站 (巴黎)
金字塔站（法語：Pyramides）是巴黎地鐵的一個車站，位於巴黎第一区。该站以拿破仑在金字塔战役中的胜利命名。

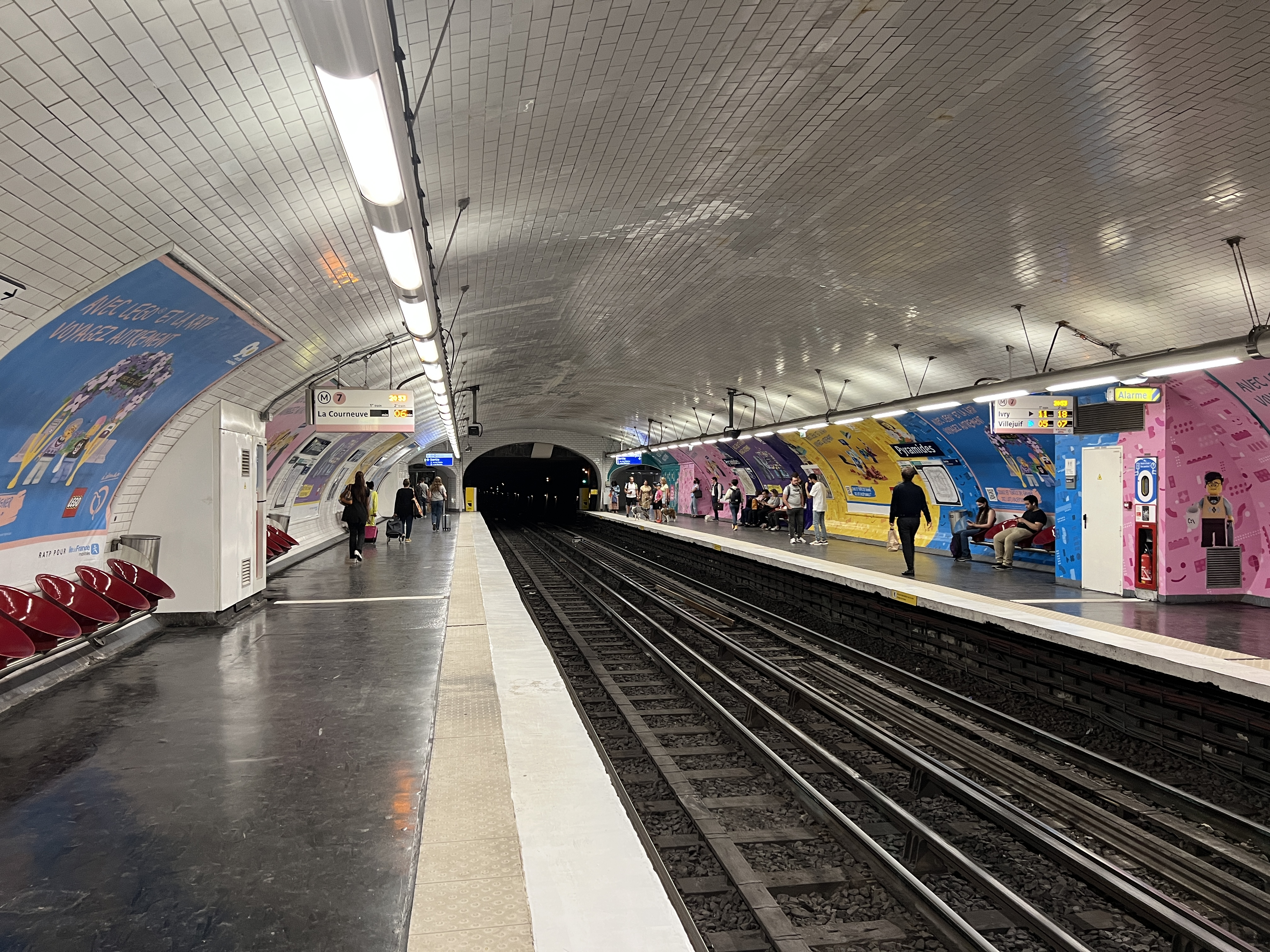
7號線月台（2022年6月）

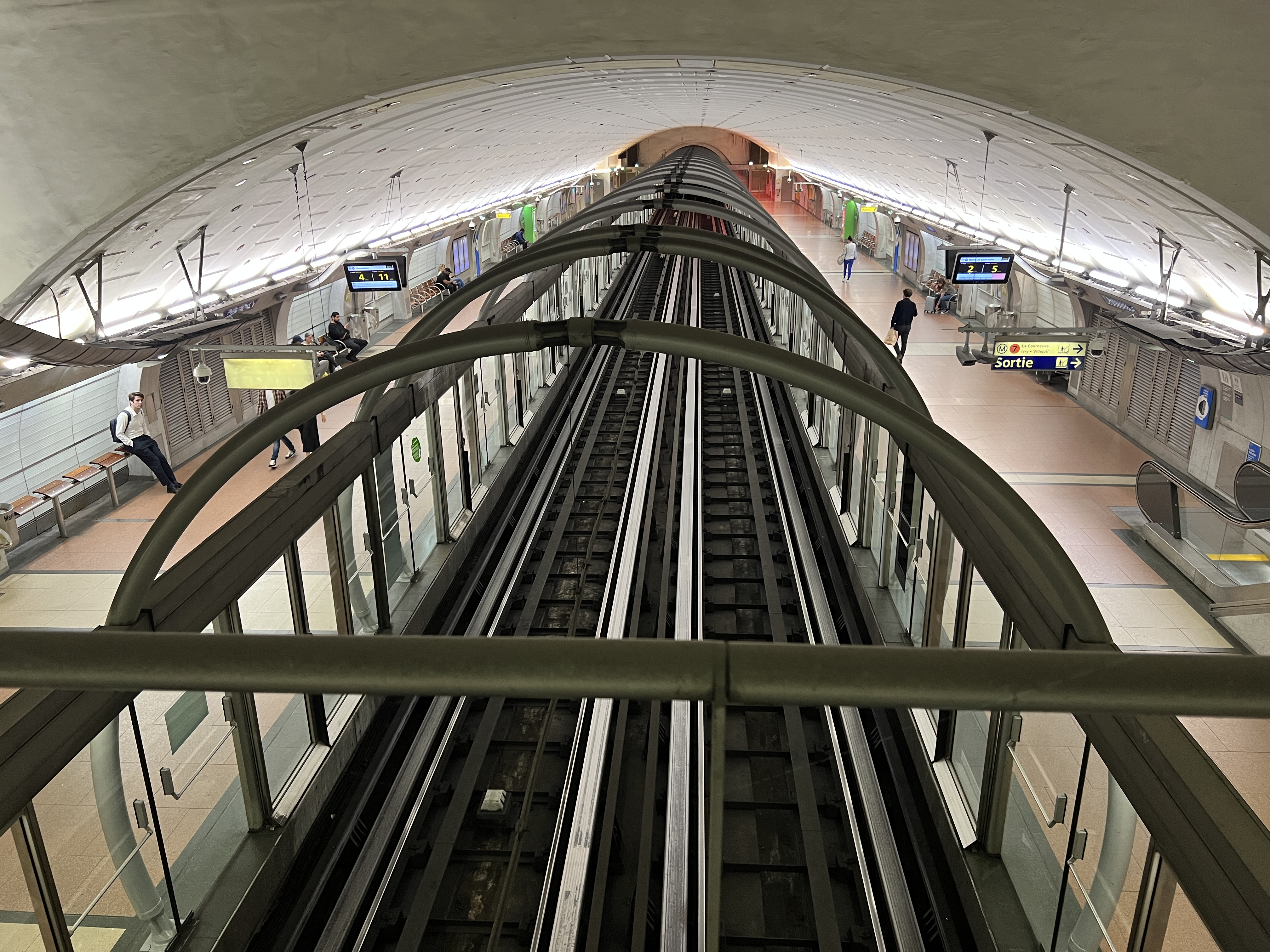
14號線月台（2022年6月）

## 車站結構
| G  | 街道                             | 出入口                                           |
| B1 | 夾層                             | 往出入口                                         |
| B2 | 側式月台，右側開門               | 側式月台，右側開門                               |
| B2 | 南行                             | 往猶太城-路易·阿拉貢/伊夫里鎮站（皇家宮-羅浮宮） |
| B2 | 北行                             | 往新庭-1945年5月8日（歌劇院）                    |
| B2 | 側式月台，右側開門               |                                                  |
| B3 | 設有月台幕門的側式月台，右側開門 | 設有月台幕門的側式月台，右側開門                 |
| B3 | 北行                             | 往聖旺市政府（瑪德蓮）                           |
| B3 | 南行                             | 往奧林匹亞德（沙特雷）                           |
| B3 | 設有月台幕門的側式月台，右側開門 |                                                  |